# Motörhead
Motörhead là ban nhạc rock của Anh, thành lập năm 1975 bởi tay bass, ca sĩ, nhạc sĩ và thành viên sáng lập còn lại duy nhất Ian Fraser Kilmister – thường được biết tới dưới nghệ danh Lemmy. Ban nhạc thường được coi là những người sáng lập, hay những nghệ sĩ đầu tiên của New Wave of British Heavy Metal, đưa nhạc heavy metal trở nên cực thịnh vào cuối thập niên 1970 và trong suốt thập niên 1980. Tuy nhiên, Lemmy luôn khẳng định ban nhạc của mình chỉ đơn thuần chơi nhạc rock and roll.
Tới thời điểm hiện tại, Motörhead đã cho phát hành 23 album phòng thu, 10 album trực tiếp, 12 album tuyển tập và 5 EP. Thường trình diễn với đội hình bộ ba cơ bản nhất, họ thành công chủ yếu vào đầu thập niên 1980 với nhiều đĩa đơn có mặt trong top 40 của UK Singles Chart. Các album Overkill, Bomber, Ace of Spades và đặc biệt No Sleep 'til Hammersmith đã đưa Motörhead lên hàng những cây đại thụ của làng nhạc rock. Ban nhạc có tên ở vị trí số 26 trong danh sách "100 nghệ sĩ hard rock vĩ đại nhất" của đài VH1. Tính tới năm 2012, họ đã bán được hơn 15 triệu đĩa nhạc.
Âm nhạc của Motörhead đặc trưng bởi phong cách heavy metal, pha trộn với punk rock, tạo nền tảng cho các thể loại khác là speed metal và thrash metal. Ca từ của họ thường đề cập tới các chủ đề chiến tranh, cái tốt với cái xấu, sự lạm quyền, lạm dụng tình dục, sự chèn ép và trên hết, cờ bạc.
Lemmy qua đời vào ngày 28 tháng 12 năm 2015 sau khi bị chẩn đoán một chứng ung thư "nguy cấp". Ngay sau khi Lemmy qua đời, tay trống Mikkey Dee tuyên bố Motörhead không thể tiếp tục tồn tại và chính thức tan rã.

## Danh sách đĩa nhạc
- Motörhead (1977)
- Overkill (1979)
- Bomber (1979)
- Ace of Spades (1980)
- No Sleep 'til Hammersmith (1981)
- Iron Fist (1982)
- Another Perfect Day (1983)
- Orgasmatron (1986)
- Rock 'n' Roll (1987)
- Nö Sleep at All (1988)
- 1916 (1991)
- March ör Die (1992)
- Bastards (1993)
- Sacrifice (1995)
- Overnight Sensation (1996)
- Snake Bite Love (1998)
- We Are Motörhead (2000)
- Hammered (2002)
- Live at Brixton Academy (2003)
- Inferno (2004)
- Kiss of Death (2006)
- Better Motörhead Than Dead – Live at Hammersmith (2007)
- Motörizer (2008)
- The Wörld Is Yours (2010)
- Aftershock (2013)
- Bad Magic (2015)